# Perdrix grise
Perdix perdix
Espèce
Statut de conservation UICN

 LC  : Préoccupation mineure
La Perdrix grise (Perdix perdix) est une espèce d'oiseaux de l'ordre des Galliformes, appartenant à la famille des Phasianidae.
Elle est considérée comme chassable (gibier) dans certains pays, mais a depuis une cinquantaine d'années fortement régressé, et même disparu d'une partie importante de son aire naturelle de répartition.
Cette perdrix est essentiellement aujourd'hui trouvée sur des milieux ouverts, en Europe occidentale et en Asie. Les femelles peuvent pondre jusqu'à vingt œufs. Comme beaucoup d'espèces appartenant à cette famille, c'est un oiseau sédentaire terrestre, qui vit en petites bandes, sauf en saison de reproduction.

## Description
- Taille : oiseau à la silhouette arrondie, à queue et ailes courtes. Il pèse adulte 350 à 400 grammes, pour une taille de 28 à 32 cm de long.

- Le bec est court et clair, arrondi et pointant légèrement vers le bas. La tête est ronde. L'œil est foncé à la paupière inférieure ornée de rouge. Les pattes et leurs doigts sont jaunâtres chez le jeune et gris-bleu chez l’adulte.
- Couleur du plumage : gris bleuté, ocrée à brunâtre sur les ailes et les côtés de la tête, rectrices de couleur châtain, sous-caudales blanchâtres, flancs et poitrine gris, ventre blanc, généralement marqué d'une forme de fer à cheval brun-rouille chez les mâles et chez un grand nombre de femelles (le "fer à cheval" est plus petit et moins marqué chez la femelle).
- En période nuptiale, la couleur de la tête vire à l'orangé. Le cou et le haut du torse se parent de fines rayures alternant le gris et le gris clair. Les flancs se rayent de châtain et blanc.
- Le duvet du poussin est gris sur le dessous et gris jaunâtre sur le dessus. Le juvénile a un plumage plus terne que l'adulte, brun jaunâtre et le bec foncé (et plus long ; adapté au régime insectivore) que celui de l'adulte.

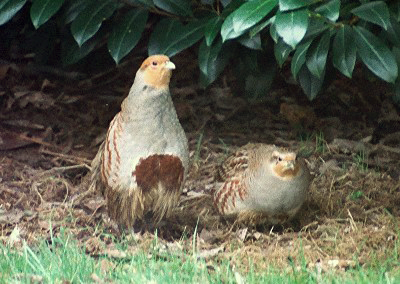
La tache de couleur rouille, en forme de « fer à cheval » est bien plus nette et grosse chez le mâle

### Dimorphisme sexuel
La seule différence constante entre les sexes est ce qu'on appelle "le fer à cheval", tache rouille à deux barres transversales visible sur la poitrine du mâle. Cette tache est beaucoup moins marquée, voire quasiment insignifiante, chez la femelle. Ces taches ne sont présentes qu'après environ 16 semaines, après la mue donnant le plumage adulte. La seule façon de s'assurer du sexe est la présence de la croix de Lorraine située sur le plumage de l'aile des oiseaux. Le sujet est un mâle quand une simple barre verticale est présente. Il s'agit en revanche d'une femelle quand une barre verticale et une ou deux barres horizontales sont présentes. Ce sexage par la plume ne peut être effectué qu'à l'âge adulte.

## Comportement

### Vols
Les vols sont généralement courts. Les battements d'ailes sont bruyants, mais interrompus de vols planés. La perdrix grise peut décontenancer ses prédateurs par de brusques plongées vers le sol ou des virevoltes et virages sur l'aile.

### Alimentation

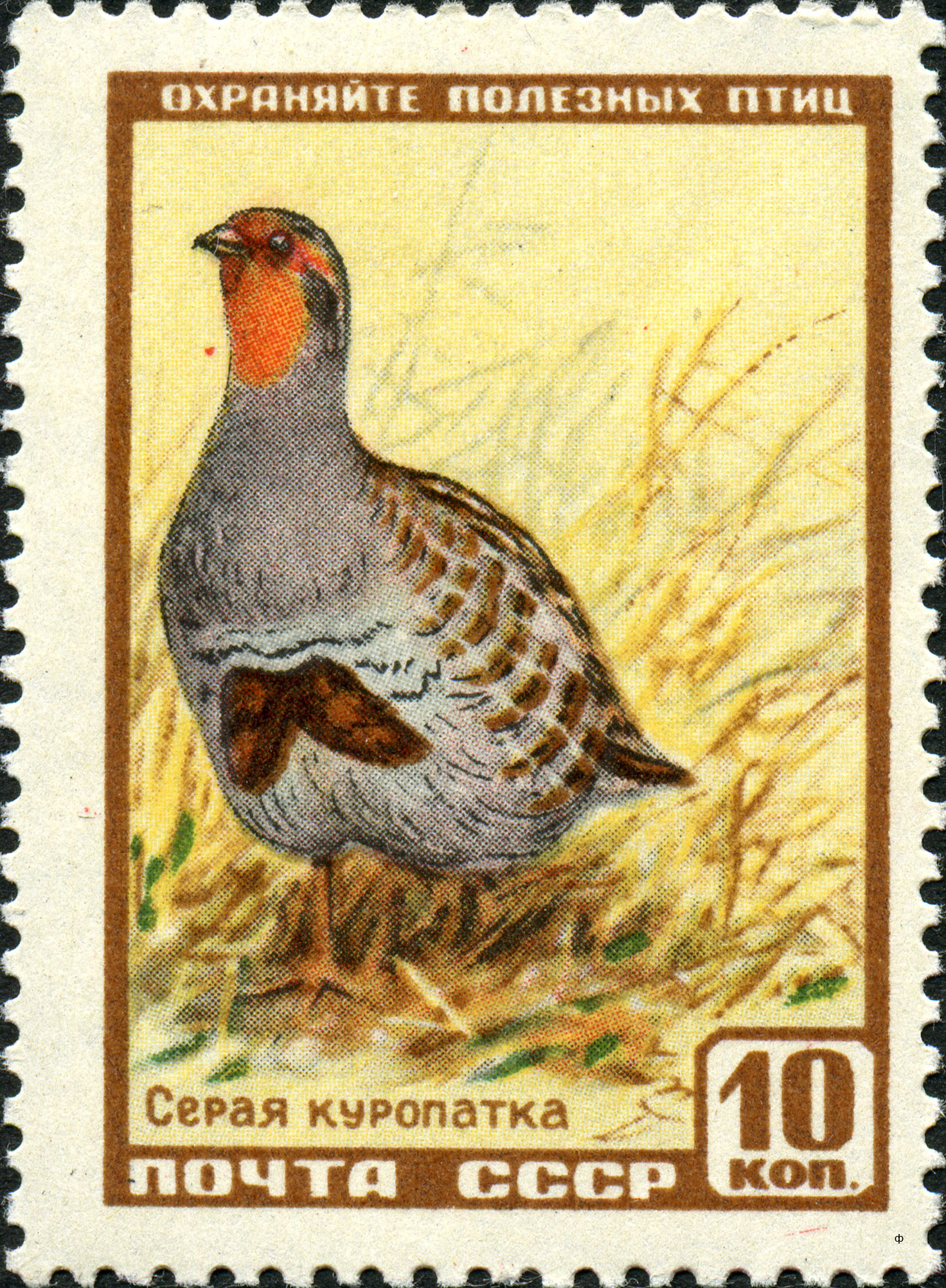
Perdrix grise, Russie

L'adulte est souvent réputé granivore (et les chasseurs les alimentent avec des agrainoirs), mais dans la nature, ils seraient plutôt omnivores, consommant aussi des végétaux (dont de petits fruits et baies), et de petits animaux (vers, invertébrés divers). Seuls les poussins sont nettement insectivores. Les 10 premiers jours de vie, les jeunes ne peuvent chasser seuls les insectes. Les parents les nourrissent d'invertébrés durant deux à trois semaines, puis les conduiront vers les champs de céréales ou vers d'autres graminées dans la montagne, sous les haies, etc., où ils sont susceptibles de fouiller le milieu pour y trouver des insectes et d'autres aliments. Si l'espèce a pu parfois être considérée comme "nuisible" en raison des grains qu'elle peut consommer, les jeunes jouent un rôle utile en débarrassant les champs des insectes. Un grand nombre des jeunes mourront avant de pouvoir se reproduire, victimes de leurs prédateurs naturels ou de maladie, ou empoisonnés par les pesticides (ou faute d'insectes à manger en quantité suffisante).

### Comportement social
Elle vit en couple ou trio de la fin d'hiver au printemps ou le reste de l'année en bandes dites "compagnies". Les compagnies rassemblent une ou quelques familles (adultes et jeunes et adultes sans jeunes).
C'est une espèce légèrement lucifuge, qui semble s'activer les jours nuageux et qui se nourrit le plus à l'aube et au crépuscule.
Quand on les dérange, comme la plupart des oiseaux de ce type, les perdrix se sauvent en courant tout en lançant des regards vers la source de danger et/ou après s'être cachées s'envolent brutalement sur une courte distance avec un cri d'alarme : "rick rick rick".

#### Chant
kieerr-ik est le chant commun souvent émis la nuit. De jour le motif est plutôt «ker/uit, ker/uit» ou «kirric-kirric» et en vol «ripripriprip-rip-rip-rip». Cri d'alarme : «pitt pitt pitt». La perdrix est plus loquace en groupe et en vol.
Selon les auteurs et les régions, on dit que la perdrix grise brourit, cacabe, glousse, pirouitte, rappelle...

### Reproduction

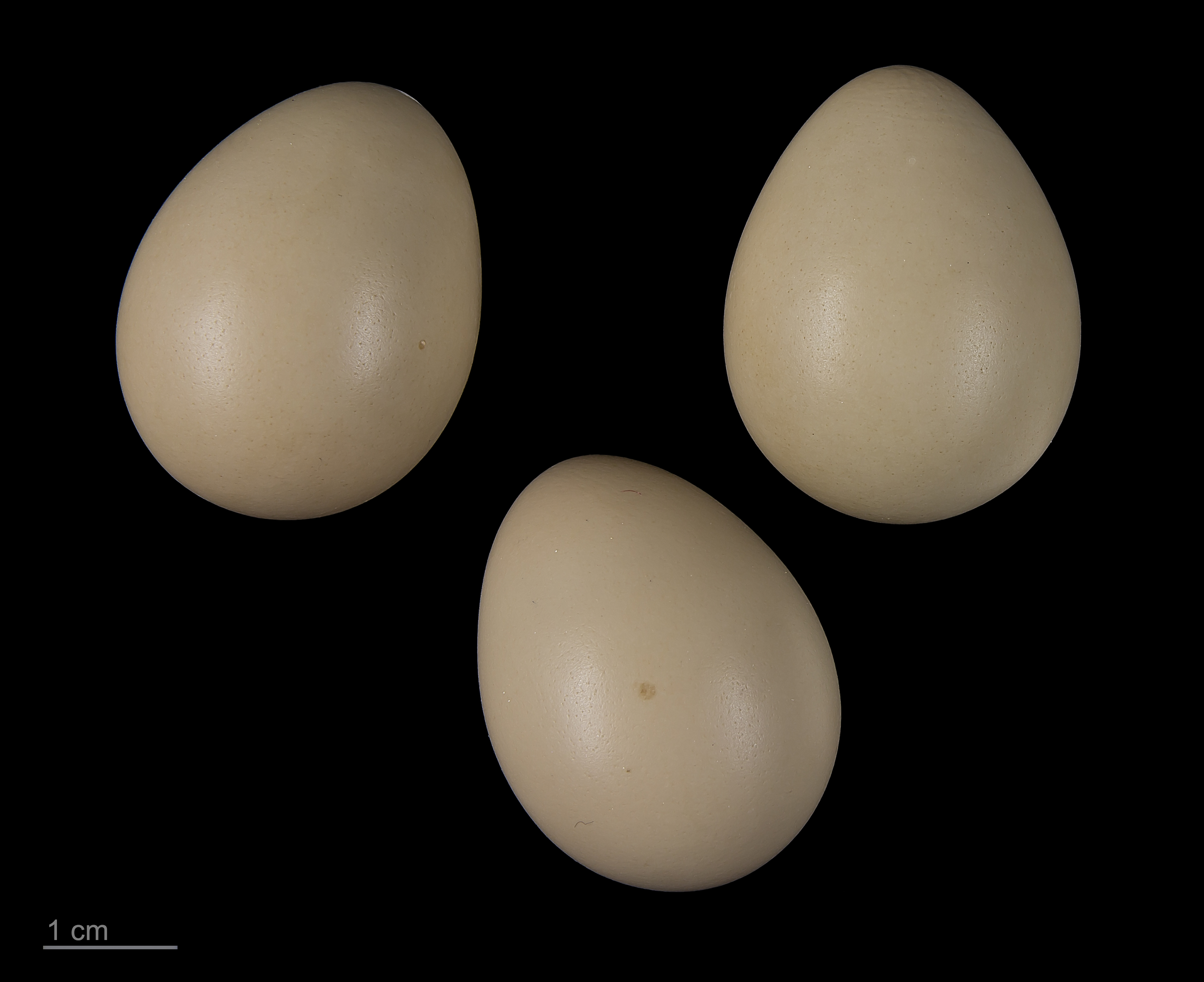
Œuf de Perdix perdix - Muséum de Toulouse

Après une parade nuptiale et un accouplement, la femelle pond 15 œufs en moyenne (10 à 20) en mai dans un nid construit au sol, souvent en marge d'un champ de céréales, et plus communément de blé d'hiver en Amérique du Nord. Les œufs (brun verdâtre/olivâtre) sont pondus sur plusieurs jours.
La femelle les couve durant 21 à 26 jours, seule. Si elle quitte le nid, elle recouvre partiellement les œufs de plantes ou feuilles mortes. Après l'éclosion (en juin ou début juillet), les poussins sont nidifuges ils se nourrissent d'insectes aidés par les deux parents puis peu à peu de graines qu'ils apprennent ensuite à trouver seuls.
Les poussins savent effectuer de très petits vols dès 10 à 12 jours d'âge, puis des vols normaux à 16-20 jours.

## Répartition et habitat

### Habitat

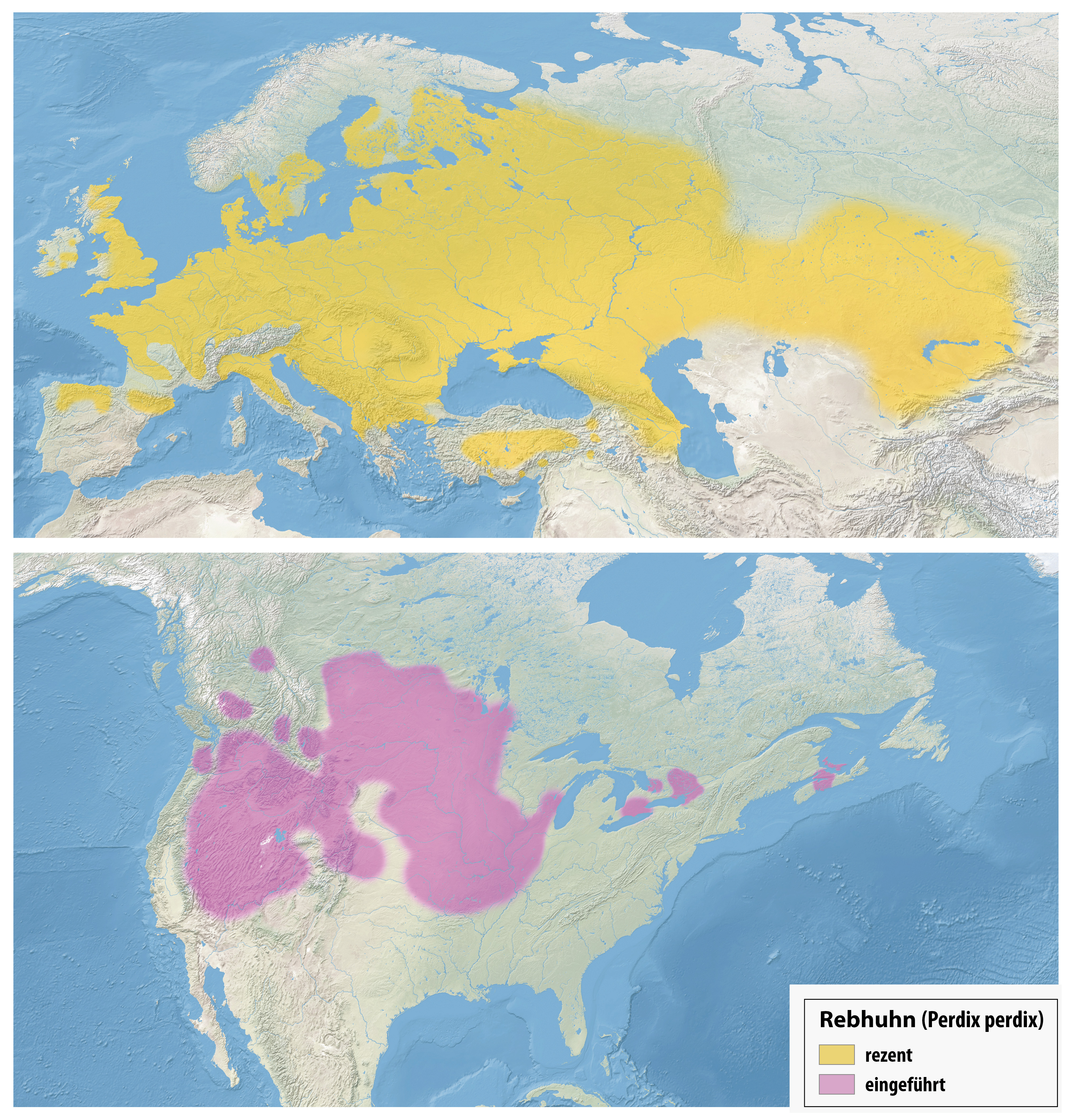

Milieux ouverts de la montagne (2 500 m) jusqu'aux plaines cultivées (céréales, betterave, pomme de terre), ou zone bocagère et de bosquets. Elle semble fuir les zones humides et la forêt dense. Par rapport à d'autres perdrix, même si elle voisine volontiers avec la perdrix rouge, elle semble préférer les climats plus frais que ceux de la zone méditerranéenne ou pyrénéenne où on ne la trouve qu'en montagne.

### Répartition
L'aire de répartition naturelle de la perdrix grise se trouve sur les terres agricoles d'Europe occidentale et d'Asie. C'est un oiseau non migrateur (sédentaire) terrestre. Elle peut effectuer de petites migrations locales pour fuir une météorologie difficile avant de regagner son habitat. 
L'espèce a été introduite dans de nombreuses parties du monde pour la chasse, en Nouvelle-Zélande et dans de vastes régions de l'Amérique du Nord où elle est plus communément connue sous le nom de perdrix de Hongrie (Hungarian partridge), ou plus simplement "Hun". Elle était autrefois largement présente en Amérique du Nord et est encore commune dans certaines régions du sud du Canada et du nord des États-Unis.

## Dynamique de population
En Europe, ses populations sont en forte diminution dans toutes les zones de grandes cultures (ex : - 55 % en Grande-Bretagne en 25 ans), ce qui est jugé préoccupant par de nombreux acteurs. 
En France, la perdrix grise est en fort déclin général, mais encore relativement courante dans les deux tiers nord du pays (appelée Perdrix des plaines car essentiellement dans les plaines céréalières) et dans les Pyrénées (Perdrix grise des Pyrénées) où elle fait l'objet de plans de gestion. L'espèce a régressé presque partout, surtout dans le bassin parisien et dans le Nord/Pas de Calais ou a disparu d'une partie de ses anciens territoires. L'estimation de ses effectifs au printemps 2008 est d'environ 800 000 couples. 
En Italie, la sous-espèce perdix perdix italica a disparu à l'état naturel. Cependant, un programme de reconstitution du génome est à l'œuvre à partir d'animaux d'élevage. En 2020, les premiers individus sont relâchés dans la réserve naturelle de la Valle del Mezzano, avec l'objectif, à terme, de reconstituer une population viable de 2200 couples.  

### Causes du déclin
Les adultes sont granivores, mais les jeunes se nourrissent d'insectes, qu'ils ne trouvent plus à manger en raison des pesticides ou qui peuvent avoir concentré ces produits toxiques quand la perdrix juvénile les mange. Certains grains enrobés de pesticides peuvent aussi empoisonner les adultes, qui sont dans les zones  cultivées très exposés (directement ou indirectement) à divers cocktails de pesticides. Certains de ces pesticides affectent la santé des reproducteurs, voire leur santé reproductive et se montrent toxiques pour l'embryon quand ils sont expérimentalement injectés dans l'œuf.
En 2006 une étude française a porté sur les pesticides éventuellement présents dans les œufs de perdrix, à partir de 139 œufs pondus par 52 perdrix grises, provenant de 12 zones de culture intensive de France, échantillonnés en 2010-2011, avec comme limite de quantification 0,01 mg/kg (l'une des références légales),. Cette étude a confirmé la présence de pesticides dans l'œuf même avec 15 composés détectés lors de cette étude dans 24 œufs embryonnés, dont neuf pesticides utilisés par les agriculteurs locaux comme fongicides (difénoconazole, tébuconazole, cyproconazole, fenpropidine et prochloraze), insecticides (lambda-cyhalothrine et thiamethoxam / clothianidine) et désherbants chimiques (bromoxynil et diflufenicanil). Plusieurs anciens pesticides aujourd’hui interdit ont aussi été trouvés (fipronil (+ sulfone), HCH (α, β, ô isomères), diphénylamine, heptachlore (+ époxyde) et même du DDT (isomères Σ). Des PCB (153, 180) ont aussi été retrouvés. Les taux de ces produits variaient généralement de 0,01 et 0,05 mg/kg, mais atteignaient 0,067 mg/kg pour le thiaméthoxam / clothianidine ; 0,11 mg/kg (heptachlor + epoxyde) et 0,34 mg/kg pour la fenpropidine, confirmant que l'exposition des femelles se traduit aussi par une exposition des œufs et embryons y compris à des produits (ou à leurs résidus) interdits en France depuis des années, voire décennies. Ce pourrait être l'une des explications au déclin de cette espèce en France, notamment dans les agrosystèmes céréaliers intensivement cultivés, d'autant qu'après l'éclosion, les poussins peuvent être confrontés au manque d'insectes ou être exposés au risque de consommer des insectes venant d'être traités par des insecticides. Les perdrix peuvent s'intoxiquer in ovo ou dans leur environnement
L'embryogenèse peut être affectée par des polluants largement répandus dans l'environnement (plomb, cadmium, pesticides, polluants organiques persistants, qui peuvent cumuler ou multiplier leurs effets respectifs). De tels produits (dont certains sont perturbateurs endocriniens ont été retrouvés jusque dans les œufs et embryons de nombreuses espèces d'oiseaux (marins notamment). 
Ce type d'effondrement de populations est aussi constaté depuis quelques décennies chez la plupart des oiseaux « spécialistes » des milieux cultivés (En 2016, la liste rouge européenne des espèces menacée ne comptait que 48% d'espèces d'oiseaux d'agrosystèmes  classées dans le statut « peu préoccupant » (contre 80% pour l'ensemble des espèces d'oiseaux, en dépit de l'objectif 3 du plan stratégique européen pour la biodiversité qui est  « accroître la contribution de l'agriculture et de la foresterie au maintien et au renforcement de la biodiversité d'ici à 2020 »)

### Pistes de solutions
Comme dans d'autres pays d'Europe, dont la France, au Royaume-Uni, des ONG telles que la Game Conservation Trust tentent de mettre fin à la baisse des populations par des plans de conservation et en encourageant l'agriculture biologique.

En 1995, cette espèce a été incluse dans le Plan d'action pour la biodiversité (comme le « Biodiversity Action Plan » du Royaume-Uni et ses déclinaisons régionales par les County Concils).

## Statut de protection/menaces
C'est une espèce qui a disparu d'une partie de son aire potentielle de répartition, et qui fait localement l'objet de Plans de gestion, voire de réintroductions ou confortement de population.
Des plans de chasse avec marquage obligatoire et/ou une limitation de la période de chasse à quelques jours dans l'année, voire des fermetures temporaires de la chasse sont ainsi pratiqués en France. Des quotas sont établis à la suite de comptages des reproducteurs et/ou estimation du succès de reproduction. Il existe des divergences sur le fait de lutter contre les prédateurs de l'espèce (renard en particulier), certains estimant qu'ils jouent un rôle important de sélection naturelle en éliminant les animaux malades ou porteurs d'anomalies, au bénéfice de l'espèce, le nombre d'œufs annuellement pondus devant normalement suffire à pérenniser l'espèce, d'autant mieux que la sélection naturelle aura conservé les perdrix les plus vigoureuses. Dans les années 1990, des jachères cynégétiques ou faunistiques ont été mises en place dans de nombreux territoires, mais le broyage mécanique ou chimique (roundup) obligatoire en mi-juillet peut être responsable de la mort de nombreux oiseaux. Le surfactant du Roundup (adjuvant au glyphosate qui est la matière active biocide) étant toxique, il est possible qu'il ait également pu affecter l'espèce. La limitation de sa chasse semble avoir contribué à stabiliser voire à restaurer certaines populations (Par exemple, rien qu'en France, selon l'ONCFS qui recueille les statistiques départementales, l'enquête nationale 1998-1999 a conclu que 1 453 780 oiseaux avaient été abattus en une seule saison par les chasseurs français. De nombreux oiseaux blessés par plomb et morts dans la nature ne sont pas pris en compte par ces statistiques). La protection et restauration de ses habitats via la restauration de haies et bandes enherbées, l'agriculture bio ou la restauration d'une trame verte sont aussi des moyens de restaurer les effectifs de l'espèce. On a montré en Amérique du Nord (par étude de gésiers) que les perdrix pouvaient, comme de nombreux autres oiseaux s'intoxiquer (saturnisme) en mangeant des billes de plomb de chasse tombées au sol. En Amérique du Nord des munitions moins toxiques (sans plomb) sont utilisées.
Si l'espèce a localement disparu, ses métapopulations restent importantes, ce pourquoi son état n'est jugé que faiblement préoccupant du point de vue de la Liste rouge de l'UICN des espèces menacées. Certains auteurs estiment cependant qu'une partie de la richesse génétique des sous-populations a été perdue, ce qui pourrait avoir des conséquences en matière de dynamique des populations.
Des avis différents voire opposés existent quant à l'importance des diverses causes de décès. Une étude récente (2013) a cherché s'il était possible de savoir si les cadavres de perdrix retrouvés sur le sol, et en tout ou partie mangés par des prédateurs étaient ceux de perdrix tuées par ce prédateur ou déjà mortes d'une cause naturelle ou humaine (empoisonnement par limacides par exemple), mort par engin agricole, blessure de chasse...) ou si elles étaient plus nombreuses à être affaiblies par une autre cause (la prédation ayant alors un rôle positif de sélection naturelle]. L'étude basée sur un « travail de terrain et d’analyses (autopsies et recherche de résidus) très conséquent et coûteux, 80 % des cadavres « consommés » étaient dans un état ne permettant pas de réelles investigations » a conclu qu'il était difficile de préciser la cause primaire de la mort d'une perdrix grise. 90 perdrix étaient dans ce cas en assez bon état pour être autopsiées et ce travail n'a pas selon l'ONCFS « fondamentalement remis en question la détermination des causes de mortalité (prédation et autres) » , les auteurs ont conclu que - selon les données dont ils disposent - la réponse à cette question reste difficile mais que « les autopsies ne semblent pas montrer que le taux important de mortalité des perdrix grises par prédation peut s’expliquer par un important taux de nécrophagie. Elles n’ont pas non plus mis en évidence que les oiseaux morts de prédation semblaient plus affaiblis que ceux morts d’autres traumatismes », mais on sait par ailleurs que les insectes nécrophages enterrent et cachent rapidement les cadavres qu'ils utilisent pour nourrir leurs larves.

## Sous-espèces
Un grand nombre de sous-espèces et races ont été décrites, ce qui n’a rien d’étonnant compte tenu de la vaste répartition géographique de cette espèce. Le séquençage de 390 nucléotides de l’ADN mitochondrial de 227 oiseaux, Liukkonen et al. (2002) a montré que la perdrix grise se divisait en deux clades principaux : un occidental, rencontré en France, Angleterre, Allemagne, Pologne, Italie et Autriche ; et l’autre, oriental, rencontré en Finlande, Bulgarie, Russie, Estonie, Kazakhstan et Grèce. 

Le clade occidental trouverait son origine dans la Péninsule Ibérique alors que le clade oriental serait originaire du Caucase et des Balkans. La séparation aurait eu lieu il y a environ 1,1 million d’années à la suite des glaciations (Hennache & Ottaviani 2011).

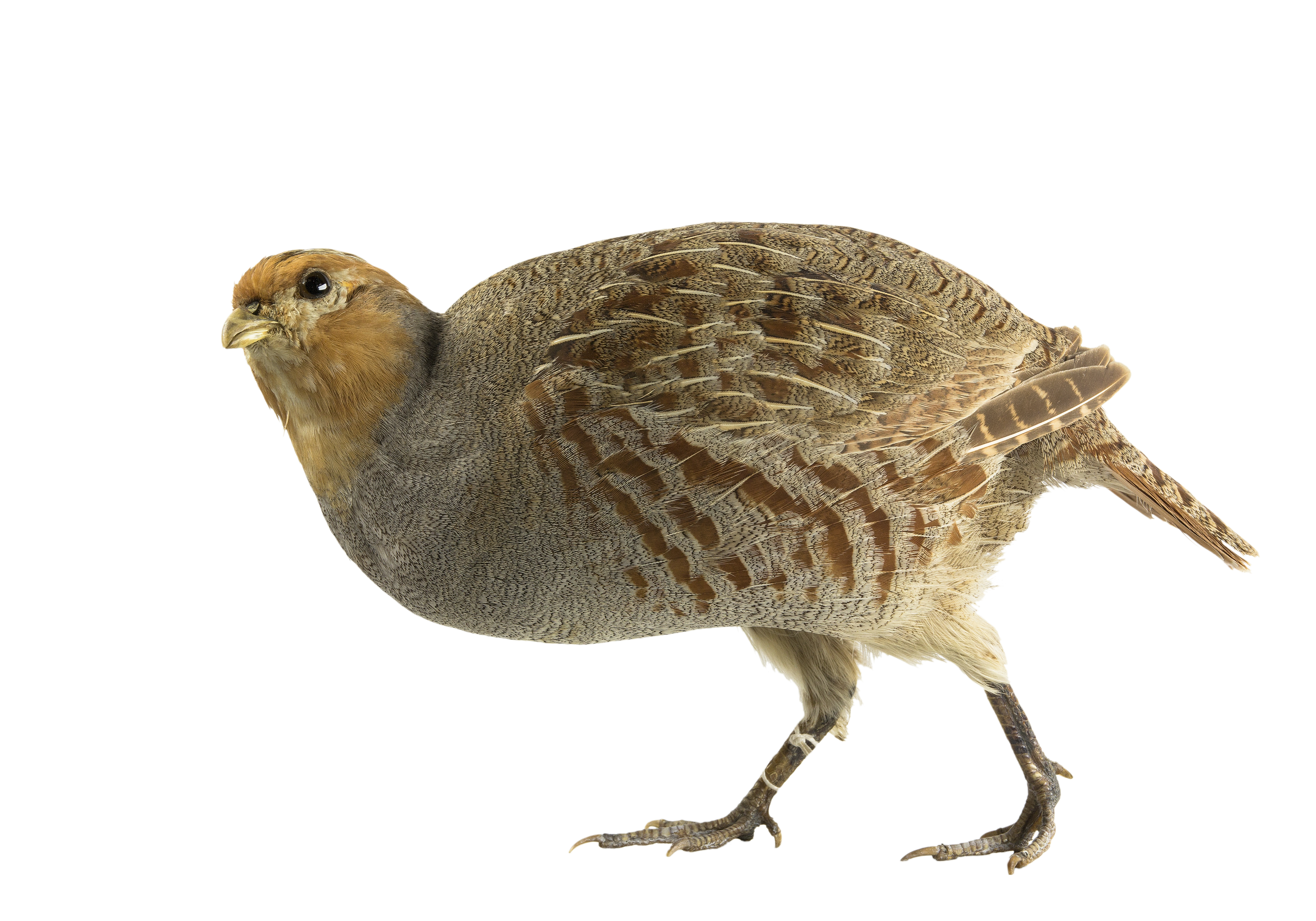
Perdix perdix hispaniensis - Muséum de Toulouse

Actuellement huit sous-espèces sont reconnues :
- P. p. perdix (Linné, 1758) inclut P. p. borkumensis (Harrison, 1952). Il s’agit de la forme nominative qui se rencontre dans les îles Britanniques et le sud de la Scandinavie, au sud jusqu’en France et à l’est jusqu’aux Balkans et la Grèce.
- P. p. hispaniensis (Reichenow, 1892) est propre aux Pyrénées et au Nord de l’Espagne et du Portugal. Cette forme est plus foncée que la forme nominative et marquée de noirâtre sur les parties supérieures. La tache ventrale, presque noirâtre, est plus étendue.

- P. p. sphagnetorum (Altum, 1894) vit dans les landes tourbeuses à bruyères du nord-est des Pays-Bas et du nord-ouest de l’Allemagne. Les vermiculures grises de la poitrine sont très foncées et plus serrées. Les parties supérieures sont fortement marquées de noirâtre.
- P. p. armoricana (Hartert, 1917) est une sous-espèce locale reconnue en Bretagne, Normandie et centre de la France. Elle serait plus rousse que la forme nominative, surtout sur la poitrine.

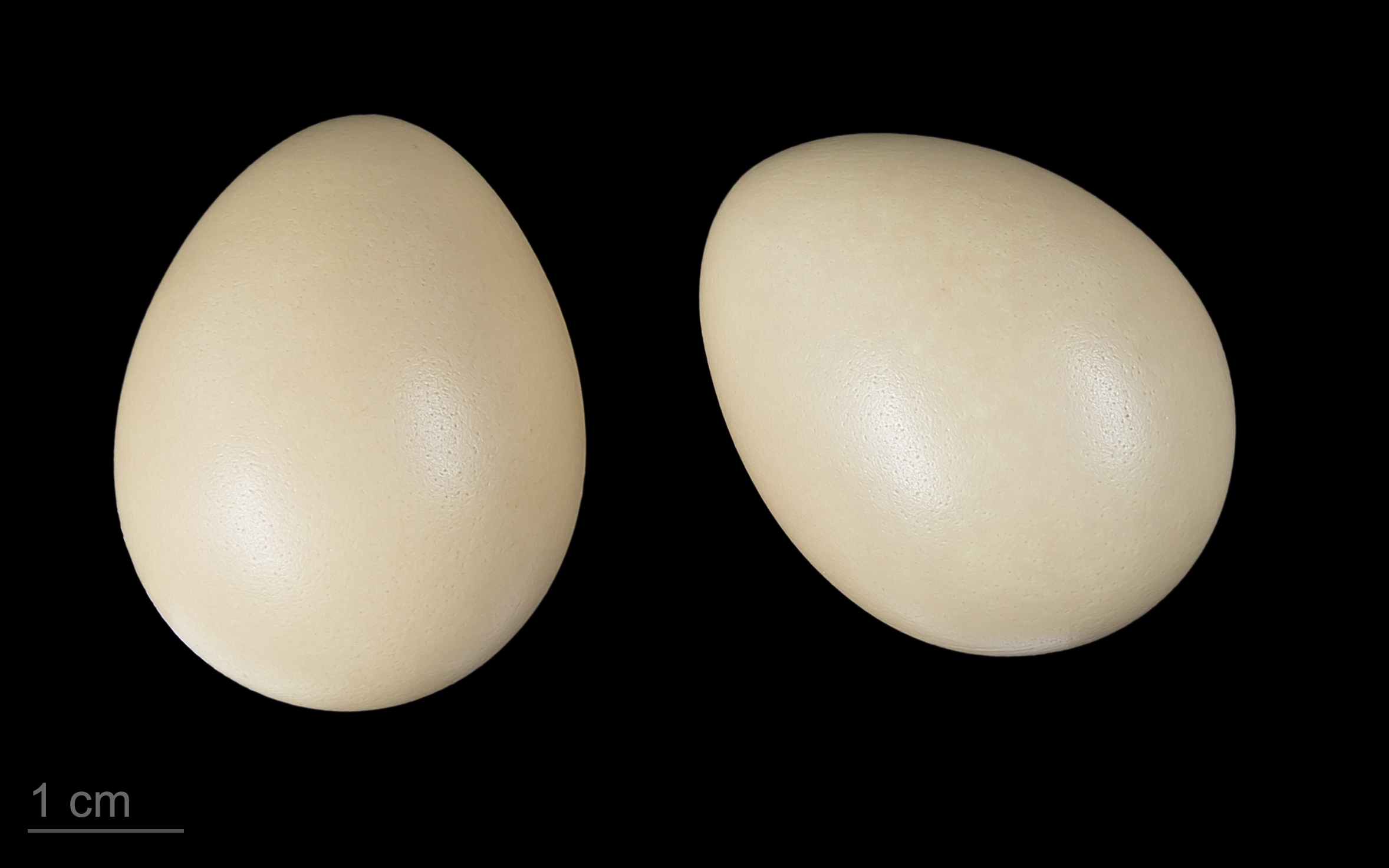
Œufs de Perdix perdix armoricana - Muséum de Toulouse

- P. p. italica (Hartert, 1917) se rencontre en Italie. La validité de cette sous-espèce est discutée tant sa différence avec P. p. perdix  est faible.
- P. p. lucida (Altum, 1894), est une forme dont la distribution va du sud de la Finlande à la chaîne de l’Oural, à l’est, et jusqu’à la mer Noire, la Crimée et le nord du Caucase au sud. La teinte grise est plus pâle dans toutes les parties du corps.
- P. p. canescens (Buturlin, 1906) inclut P. p. furvescens (Buturlin, 1908) et vit en Turquie, au Caucase et en Iran. Cette sous-espèce est encore plus claire que P. p. lucida, non seulement dans les teintes grises mais aussi dans les teintes brunes.
- P. p. robusta (Homeyer & Tancre, 1883) inclut P. p. arenicola (Buturlin, 1904) et s’étend de la rivière Oural jusqu’en Chine. Chez cette forme la teinte brune est encore plus pâle que chez la sous-espèce P. p. canescens, alors que le gris est plus foncé.

## Génétique
En Europe occidentale, les introductions par les chasseurs de souches de perdrix d'une région et d'un pays à l'autre ont en grande partie effacé les différences subspécifiques, par un phénomène de croisement avec les souches autochtones (pollution génétique).
Cette espèce a également été introduite en Amérique du Nord et en Nouvelle-Zélande où elle est devenue un gibier courant pour les chasseurs locaux.

## Gestion des populations
Des quotas de prélèvement de chasse, ou l'arrêt momentané de la chasse là où elle a presque disparu, et des opérations de renaturation, restauration de couvert végétal, bandes enherbées et de trame verte et bleue en zone de grande culture semblent pouvoir y favoriser la restauration de ses effectifs.

## Source
- Géroudet P. (1978) Grands échassiers, Gallinacés, Râles d'Europe. Delachaux et Niestlé, Neuchâtel, Lausanne, Paris, 429 p.
- Hennache, A. & Ottaviani, M. (2011). Cailles, Perdrix et Francolins de l’Ancien Monde, 400 pages. Éditions W.P.A. France, Clères, France.
- Liukkonen-Anttila, T., Uimaniemi, L., Orell, M. & Lumme, J. (2002). Mitochondrial DNA variation and the phylogeography of the grey partridge (Perdix perdix) in Europe: from Pleistocene history to present day populations. J. Evol. Biol. (15): 971-982.